# Owego
Owego è un villaggio degli Stati Uniti d'America, situato nello stato di New York, nella contea di Tioga, della quale è il capoluogo.